# هولهو میدهو
هولهو میدهو (به لاتین: Hulhumeedhoo) یک جزیره در مالدیو است. هولهو میدهو ۶٬۴۹۲ نفر جمعیت دارد.